# Mil Morang
Mil Morang (født 15. september 2004) er en cykelrytter fra Luxembourg, der er på kontrakt hos Lotto Kern-Haus PSD Bank.